# Таррок (футбольний клуб)
ФК «Таррок» (англ. Thurrock Football Club) — англійський футбольний клуб з міста Авелі, заснований у 1985 році. Виступає в Істмійській лізі. Домашні матчі приймає на стадіоні «Шіп Лейн», потужністю 3 500 глядачів.